# Mike Heron
Mike Heron (* jako James Michael Heron; 27. prosince 1942 Glasgow, Skotsko) je skotský zpěvák, kytarista a multiinstrumentalista. Navštěvoval školu George Heriot's School, kde jeho otec učil. V letech 1965–1974 byl členem skupiny The Incredible String Band. Své první sólové album s názvem Smiling Men with Bad Reputations vydal v roce 1971. Podílela se na něm řada významných hudebníků, jako byli Pete Townshend a Keith Moon z The Who, Dave Pegg, Simon Nicol, Dave Mattacks a Gerry Conway z Fairport Convention nebo John Cale.

## Sólová diskografie
- Smiling Men with Bad Reputations (1971)
- Mike Heron's Reputation (1975)
- Mike Heron (1979)
- The Glenrow Tapes (1988)
- Where the Mystics Swim (1996)
- Conflict of Emotions (1998)
- Futurefield (2002)
- Echo Coming Back (2005)